# أدريانو بونايوتي
أدريانو بونايوتي (بالإيطالية: Adriano Bonaiuti)‏ (7 مايو 1967 بروما في إيطاليا - ) هو مدرب كرة قدم ولاعب كرة قدم إيطالي في مركز حراسة المرمى. لعب مع نادي أودينيزي ونادي بادوفا ونادي باليرمو ونادي بيسكارا ونادي تشيزينا وهيلاس فيرونا ويوفنتوس وكوسينزا كالشيو وايه إس دي سامبينديتيس كالتشيو ‏ ونادي طرابنش 1905 ‏ وCosenza Calcio 1914 ‏.